# Effingham (Kansas)
Effingham is een plaats (city) in de Amerikaanse staat Kansas, en valt bestuurlijk gezien onder Atchison County.

## Demografie
Bij de volkstelling in 2000 werd het aantal inwoners vastgesteld op 588.
In 2006 is het aantal inwoners door het United States Census Bureau geschat op 580, een daling van 8 (-1,4%).

## Geografie
Volgens het United States Census Bureau beslaat de plaats een oppervlakte van
1,4 km², geheel bestaande uit land. Effingham ligt op ongeveer 346 m boven zeeniveau.

## Plaatsen in de nabije omgeving
De onderstaande figuur toont nabijgelegen plaatsen in een straal van 20 km rond Effingham.